# Брайтвизер, Артур
Артур Брайтвизер (нем. Arthur Breitwieser; 31 июля 1910, Лемберг, Австро-Венгрия — 20 декабря 1978, Бонн, ФРГ) — унтершарфюрер СС, сотрудник службы дезинфекции концлагеря Освенцим.

## Биография
Артур Брайтвизер родился 31 июля 1910 года в семье официанта. Во Львове посещал немецкую гимназию, где в 1931 году получил аттестат зрелости. Впоследствии изучал юриспруденцию в Львовском университете и в 1938 году получил степень магистра права. Во время учёбы в течение двух лет состоял в младогерманской партии в Польше. После окончания обучения работал в качестве юрисконсульта во Львове и Быдгоще. 1 сентября 1939 года, в день нападения Германии на Польшу, был арестован польской полицией, но 9 сентября был освобождён войсками вермахта и вновь нашёл работу в Быдгоще. Там же Брайтвизер вступил в отряды Народной немецкой самообороны, состоящих из фольксдойче. В ноябре 1939 года был призван в войска СС. После прохождения военной подготовки в концлагере Бухенвальд в мае 1940 года был переведён в концлагерь Освенцим, где оставался до января 1945 года.
Изначально Брайтвизер в Освенциме работал в лагерной администрации. Летом 1941 года принял участие в учебных курсах, где научился использовать газ Циклон-Б. Вероятно, он участвовал в пробных испытаниях, в которых СС применяло ядовитый газ на людях. Вскоре после этого возглавил вещевой склад заключённых, так как работа с ядовитыми веществами наносила вред его здоровью. После четырёх лет службы в Освенциме в январе 1945 года в рамках «эвакуации» концлагеря Освенцим сопровождал транспорт с заключёнными в концлагерь Бухенвальд. Там он присоединился к боевой группировке СС и вскоре попал в американский плен.

### После войны
В декабре 1946 года был экстрадирован в Польшу и на Краковском процессе верховным национальным трибуналом был приговорён к смертной казни через повешение. Польский суд удовлетворил его прошение о помиловании и в начале 1948 года смертный приговор был заменён на пожизненное заключение. После одиннадцати лет заключения в Польше 18 января 1959 года был освобождён и выслан в ФРГ, где нашёл работу бухгалтера в компании своего шурина. С 9 июня по 22 июня 1961 года находился в следственном изоляторе. 20 августа 1965 года на Франкфуртском освенцимском процессе был оправдан за недостатком доказательств.